# Université en république démocratique du Congo
 (juin 2017).
Si vous disposez d'ouvrages ou d'articles de référence ou si vous connaissez des sites web de qualité traitant du thème abordé ici, merci de compléter l'article en donnant les références utiles à sa vérifiabilité et en les liant à la section « Notes et références ».
Cet article dresse une liste des universités en république démocratique du Congo ; ainsi que la liste des communautés d’universités et établissements d’enseignement supérieur et la liste d’autres établissements dénommés « universités ». En octobre 2015, le Ministère de l'enseignement supérieur et universitaire promulgue un arrêté de fermeture de 174 établissements universitaires, considérés comme non viables.

## Universités

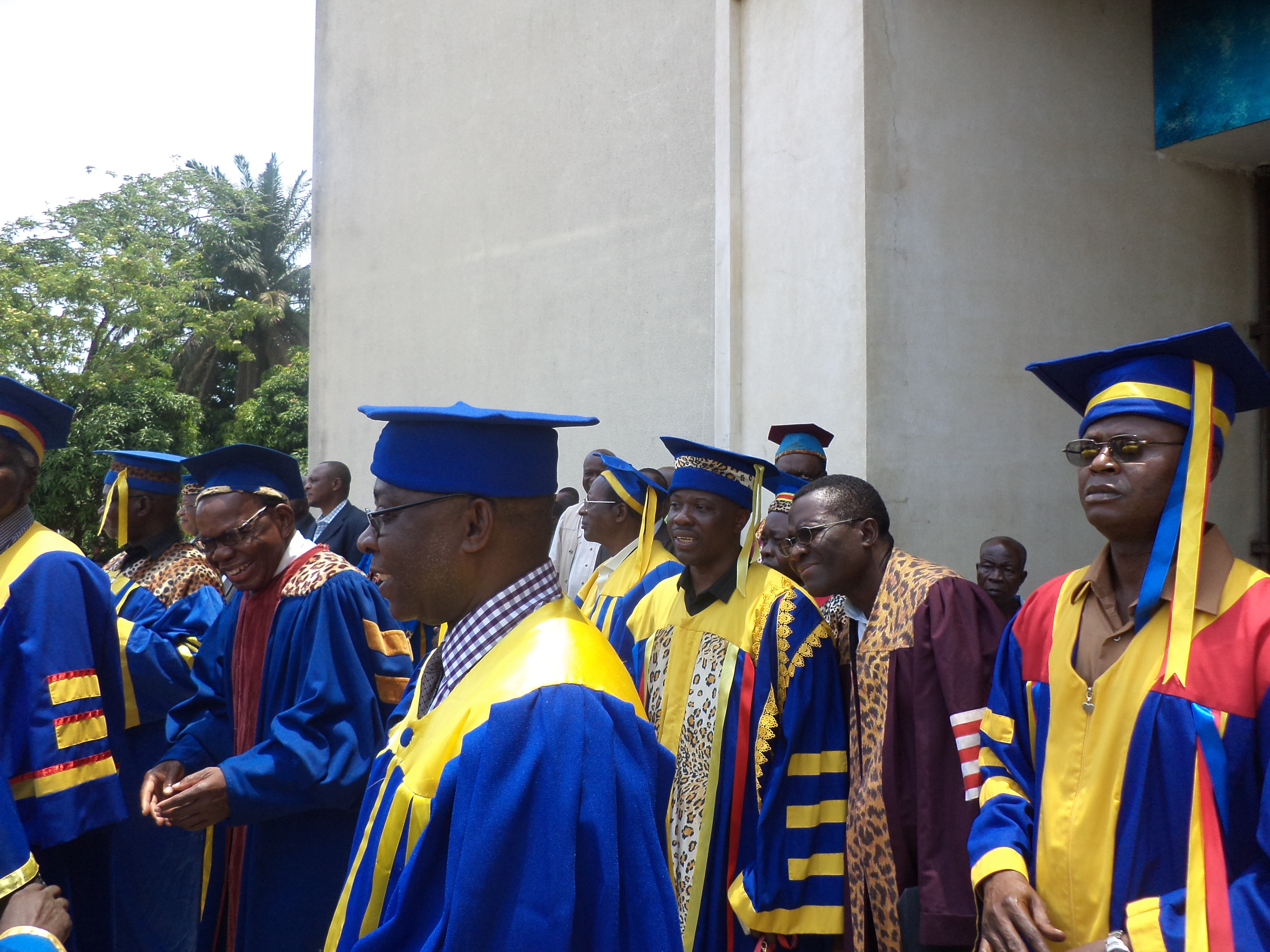
Professeurs de l'université de Kinshasa lors d'une séance académique (2013)

### Kinshasa
- Université de Kinshasa, UNIKIN
- Institut supérieur des techniques appliquées, ISTA KIN
- Institut supérieur de statistiques de Kinshasa, ISS/KIN
- Université Islamique  au Congo, U.I.C.
- Leadership Academia University, LAU
- Université Canadienne au Congo Ucc
- Université centrale de Kinshasa
- Université cardinal Malula
- Université catholique du Congo, UCC
- Université de technologie du Congo
- Université libre de Kinshasa, ULK
- Université franco -américaine,UFA
- Université Loyola du Congo, ULC
- Université pédagogique nationale, UPN
- Université protestante du Congo, UPC
- Université Simon Kimbango USK
- Université William Booth, UWB
- Université Kinshasa Binza
- Université panafricaine du Congo UpC
- Université Technologique Bel Campus
- Institut Supérieur Technique de l'Excellence
- Université chrétienne internationale, UCI
- Université du pétrole et du gaz de Kinshasa, IPG
- Académie des beaux-arts de Kinshasa, ABA
- Université du Cepromad
- Université franco-américaine de Kinshasa, UFA
- Université La Salle au Congo-Kinshasa, ULCK
- Université américaine de Kinshasa, AUK
- Université Chrétienne de Kinshasa, UCKIN Binza
- Université Révérend KIM, URKIM
- Institut Facultaire de Développement, IFAD
- Université Saint Augustin de Kinshasa (Usakin)
- Institut Facultaire des Sciences de l'Information et de la Communication, IFASIC
- Université supérieure pédagogique de Kinshasa
- Haute école de commerce de Kinshasa, HEC Gombé
- Institut supérieur d'architecture et d'urbanisme, ISAU
- École Supérieure de Formation de Cadres, ESFORCA
- Institut Supérieur des Arts et Métiers, ISAM
- Institut national du bâtiment et de travaux publics, INBTP

- Université de Lubumbashi, UNILU
- Université Nouveaux Horizons , UNH
- Université protestante de Lubumbashi, UPL
- Université Technologique Katumba Mwanke, UTKAM
- Université du Travail de Lubumbashi, UNITRA
- Institut universitaire des sciences de la santé, IUSS
- Université baptiste du Congo de Lubumbashi, UBC
- Université chrétienne source de vie, UCSV
- Université méthodiste au Katanga
- Université du Cepromad, UNIC-ISGEA
- Université panafricaine de Lubumbashi, UNIPAL
- Institut Universitaire du Congo, IUC
- Institut de théologie saint François de Sales Lubumbashi
- École Supérieure d'Informatique Salama, ESIS
- Institut supérieur de Lubumbashi, ISTL
- Université Décence King, UDECking

périeur technique d’information appliquée ISTIA
- Institut Supérieur des Arts et Métiers, ISAM
- Institut supérieur pédagogique de Lubumbashi, ISP
- Institut supérieur de commerce de Lubumbashi ISC/LUBUMBASHI
- Institut supérieur des techniques appliquées de Lubumbashi, ISTA-LU

### Lomami
- Université de Kabinda, UNIKAB
- Université Notre Dame de Lomami, UNILO
- Université de Mwene-Ditu, UMD
- Institut supérieur pédagogique de Kabinda
- Institut Supérieur des Techniques Médicales de Kabinda, ISTM KABINDA
- Institut supérieur de commerce de Lomami, ISC LOMAMI
- Institut Supérieur de Développement Rural de Lubao, ISDR LUBAO
- Institut Supérieur des Techniques Médicales de Lubao, ISTM LUBAO

### Haut-Lomami
- Université de Kamina, UNIKAM
- Université de Malemba-Nkulu, UNIMALEMBA
- Université Méthodiste de Kamina, UMK
- ISDR Kabondo-Dianda
- Institut Supérieur des Techniques Médicales ISTM-KAMINA
- Institut Supérieur de Kabongo

### Haut-Katanga
- Université de Likasi, UNILI
- Université moderne de Lubumbashi, UML
- Institut supérieur interdiocesain monseigneur mulolwa, ISIM
- Institut Supérieur de Statistique de Lubumbashi, ISS/LUBUMBASHI

### Tshopo
. Universite  du Complexe Educatif de Likunde, UNICELI
- Université de Kisangani, UNIKIS
- Institut Facultaire des Sciences Agronomiques de Yangambi, IFA-Yangambi
- Université libre de Kisangani, ULK
- Université Anglicane du Congo
- Université du Lac Albert de Mahagi, UNILAC
- Université du Cepromad, UNIC
- Université Mariste du Congo, UMC
- Institut Supérieur de Commerce de Kisangani - ISC KISANGANI

### Nord Kivu
- Université de l'avenir du Congo
- Université de l'Assomption au Congo, UAC/Butembo
- Université Catholique la Sapientia de Goma, UCS: Recteur: Abbé Innocent NYIRINDEKWE
- Institut Supérieur des Techniques Médicales de Goma, ISTM/Goma à Goma
- Université de Goma, UNIGOM
- Université officielle de Semuliki de Beni, UOS-BENI
- Institut supérieur d'informatique et de gestion de Goma, ISIG à Goma
- Institut supérieur d'administration et développement de Goma, ISAD GOMA
- Université du Kivu, Unikivu
- Université de Conservation de la Nature et de Développement de Kasugho, UCNDK
- Université adventiste de Goma, UAGO
- Université adventiste de Lukanga, UNILUK
- Université catholique du Graben, UCG à Butembo
- Université Chrétienne Bilingue du Congo, UCBC
- Université libre des Pays des Grands Lacs, ULPGL
- Université Divina Gloria de Butembo, UDGB
- Université officielle de Ruwenzori, UOR-Butembo à Butembo
- Université Chrétienne Des Virungas, UCV
- Université Progressiste des pays des Grands Lacs, UPROGL
- Université De Raga
- Institut Supérieur de Commerce de Goma (Extension ISC Kisangani)
- Université des Hautes Technologies des Grands Lacs de Goma, UHTGL Goma
- Université Chrétienne Bilingue du Congo, UCBC à Beni
- Université Libre des Pays des Grands Lacs (UFRAGL)
- Institut Supérieur des Techniques Polyvalentes, ISTP GOMA
- Université de Haute Technologie de Grand Lac UHTGL Goma
- Institut Supérieur de Développement Rural des Grands Lac, ISDR/GL
- Institut du Bâtiment et des Travaux Publics, IBTP/Butembo

### Sud-Kivu
- Université catholique de Bukavu, UCB
- Université officielle de Bukavu, UOB
- Université évangélique en Afrique, UEA
- Université Notre-Dame de Tanganyika, UNDT Uvira
- Institut supérieur pédagogique de Bukavu, ISP Bukavu
- Institut supérieur de développement rural, ISDR Bukavu
- ISTCE Bukavu
- Institut supérieur des techniques médicales, ISTM Bukavu
- Université du Cinquentenaire de Lwiro, UNIC-LWIRO à Kabare
- ISEAV
- Université Biosadec
- Institut supérieur de commerce, ISC
- Université Espoir du Congo à Baraka
- Université Simon-Kimbangu de Bukavu, USK Bukavu
- Université libre de Mwenga à Kamituga, ULM Kamituga
- Institut supérieur pédagogique de Kamituga, ISP Kamituga
- Institut supérieur des bâtiments et travaux publics de Kamituga, IBTP Kamituga
- CUP : Centre universitaire de paix/Bukavu
- Université libre des Grands Lacs-ULGL/Bukavu
- Institut supérieur pédagogique d'Uvira ISP-Uvira

- Université libre baptiste du Congo d'Uvira/ULBC-Uvira

### Kasaï-Central
- Université Notre Dame du Kasayi, UKA
- Université de Kananga, UNIKAN
- Université Pédagogique de Kananga, UPKAN
- Institut Supérieur des Techniques Médicales de Kananga, ISTM-KGA
- Institut Supérieur d'Etudes Sociales de Kananga, ISES/KGA
- Université Protestante Sheppard et Lapsley au Congo, UPRECO
- Institut Supérieur Technique de Kananga, ISTKA
- Université d'Informatique, Programmation et d'Analyse, UNIPA/Kga
- Université Lulua Bourg de Kananga, ULB/KGA
- Université Simon Kibangu de Kananga, USK-K
- Université Saint Laurent
- Université du Développement Durable, UDD
- Institut supérieur des Techniques Medicales de Kasai, ISTM-KASAI
- Collège Universitaire Libre du Congo, CULC

### Kasaï-Oriental
- Université officielle de Mbujimayi, UOM
- Université de Mbujimayi, UM
- Université Protestante au Cœur du Congo, UPC
- Institut Supérieur de Gestion et des techniques, ISGT.
- Institut Supérieur des Techniques Médicales de Mbujimayi, ISTM/MBM
- Institut Supérieur de Management et Développement, ISMAD/MBM
- Institut Supérieur des Techniques Informatiques Appliquées, ISTIA
- Institut Supérieur d' Études Agronomiques de Mukongo
- Institut Supérieur Pédagogique de Mbuji mayi,ISP-MJM

### Kasaï
- Université Kam, UKAM-Tshikapa
- Institut Supérieur Pédagogique de Dekese, ISP/Dekese
- Institut Supérieur de Développement Rural de Dekese, ISDR/Dekese
- Institut Supérieur Pédagogique de Tshikapa
- Institut Supérieur des Techniques Médicales de Tshikapa
- Institut Supérieur de Commerce de Tshikapa
- Institut Supérieur Pédagogique de Kamuesha
- Institut Supérieur Pédagogique de Nyanga
- Institut supérieur pédagogique et technique de Mweka
- Université de Tshikapa (UNITSHI)
- Université de l'Ouest du Congo de Tshikapa
- Université Officielle de Mweka (UNIOMKA)
- Université du Cepromad de Tshikapa (UNIC)

### Kongo Central
- Université Joseph Kasa-Vubu
- Institut supérieur des Techniques, de gestion et de développement de Boma. ITSGED BOMA
- Institut Supérieur Technique et  de Gestion / La lumière
- Université Kongo
- Université protestante de Kimpese
- Université libre de Boma
- Université libre de Luozi
- Institut supérieur de commerce de Boma
- Université du Cepromad
- Université Libre de Matadi
- Institut Supérieur de Commerce de Matadi
- Université de l'Alliance Chrétienne
- Institut Supérieur Pédagogique de Mbanza-Ngungu
- Institut Supérieur Technique de Mbanza-Ngun.
- L'université Notre dame d'Afrique UDA
- L'université la Bénédiction de MATADI UBM
- Université de management et de communication UNIMAC

### Maniema
- Université de Kindu, UNIKI
- Université Mapon à Kindu
- Université Simon Kimbangu de Kindu

### Équateur
- Université de Mbandaka, UNIMBA
- Université libre de Bumba, ULB
- Université professeur Marcel Lihau, UPML
- ISDR
- ISP
- IST
- Institut Supérieur de Pêche (ISP); complété par le doctorant(Faseg) Makambo Bonde Lucien de l'Unikin.
- ISC/Mbandaka

### Mongala
- Université de Lisala, UNILIS
- ISDR BOSONDJO

### Lualaba
- Université de Moyen Lualaba, UML à Kolwezi
- Université de Kolwezi, UNIKOL à Kolwezi
- Institut supérieur de techniques appliquées de Kolwezi, ISTA KOLWEZI à Kolwezi

### Kwango
- Université du Kwango, UNIK à Kenge

### Kwilu
- Université de Bandundu, UNIBAND à Bandundu
- Université de Kikwit, UNIKIK
- Institut supérieur de commerce, isc/bdd
- Institut supérieur de pédagogie
- Ista
- institut supérieur pédagogique ISP de DULA

### Ituri
- Université de Bunia, UNIBU à Bunia
- Université Shalom de Bunia, USB
- Institut supérieur des techniques médicales de Nyankunde, ISTM N
- Université du CEPROMAD de Bunia, UNIC-Bunia
- Institut supérieur pédagogique de Bunia, ISP-BUNIA
- Université supérieur des techniques médicales de Bunia, ISTM-BIA
- Institut supérieur de commerce, ISC
- Institut supérieur de Développement Rural, ISDR
- Université Anglicane du Congo, UAc
- Institut supérieur des sciences de l'informatique et de gestion, ISSIGE-Bunia
- Université du lac de Mahagi, UNILAC
- IBTP

### Nord-Ubangui
- Université de Gbadolite, UNIGBA

### Sud-Ubangi
- Université protestante de l'Ubangi, UPU à Gemena

Sankuru 
- Université Notre Dame de Tshumbe, Unitshu à Lubefu
- Université Patrice Emery Lumumba de Wembo-Nyama, Upel-Wembo-Nyama à Katako-Kombe
- Université de Lodja/Unilod, à Lodja complétée par son excellence Joseph Dimandja Okitokonda Riva;

Université des Sciences et des Technologies de Lodja, USTL à Lodja. Complétée par Dr Sylvain Lowolo Okako Pen'Elungha XI, Professeur Ordinaire, Recteur de l'UNILOD.

### Tanganyika
- Université de Kalemie, UNIKAL
- Université de Manono, UMA

### Tshuapa
- Université d'Ikela, UNIKc